# Биркулаков, Кенес
Кенес Биркулаков (каз. Кеңес Бірқұлақов; 1901 год — 1976 год) — старший чабан каракулеводческого совхоза «Равнина» Министерства внешней торговли СССР, Байрам-Алийский район Марыйской области, Туркменская ССР. Герой Социалистического Труда (1948).

## Биография
Родился в 1901 году на территории Хивинского ханства, в советский период — Байрам-Алийский район Марыйской области Туркменской ССР, ныне — Байрамалинский этрап Марыйского велаята Туркмении, в семье кочевников-скотоводов.
Во время коллективизации одним из первых вступил в местный колхоз (позднее — совхоз «Равнина») в Байрам-Алийском районе, директором которого был Павел Иванович Жданович. Занимался разведением каракульских овец. Позднее назначен старшим чабаном.
В 1947 году бригада Кенеса Биркулакова обслуживала отару численностью 915 овцематок. В этом году было выращено в среднем по 103 ягнёнка от каждой сотни овцематок. Первый сорт каракуля составил 98,7 %. Указом Президиума Верховного Совета СССР от 15 сентября 1948 года «за получение в 1947 году высокой продуктивности животноводства при выполнении колхозом обязательных поставок сельскохозяйственных продуктов и плана развития животноводства по всем видам скота» удостоен звания Героя Социалистического Труда с вручением ордена Ленина и золотой медали «Серп и Молот».
Этим же Указом званием Героя Социалистического Труда были также награждены директор совхоза «Равнина» Павел Иванович Жданович, зоотехник Семён Борисович Браславский, управляющий второй фермой Беки Мамедтачев, управляющий третьей фермой Нурберген Карабашев и чабаны Ораз Бабаев, Чары Бабаев, Мамед Валиев, Бегджа Дженали, Усербай Кульбатыров.
В начале 1960-х годов трудился старшим чабаном в совхозе «Сагиз».
Скончался в 1976 году.